# Gentau-tó
A Gentau-tó magashegyi olvadékvíztó Franciaországban a Pyrénées Nemzeti Parkban, Aquitania régióban. Ablációval, gleccser olvadással jött létre. A tó 1947 m tengerszint feletti magasságon fekszik,  területe 0,093 km², legnagyobb mélysége 20 m.